# Instituto de minería y tecnología de Namibia
El Instituto de minería y tecnología de Namibia (en inglés: Namibian Institute of Mining and Technology) es un instituto de formación profesional técnica en Arandis, en el país africano de Namibia, establecido en 1991. Tenía 4.000 estudiantes y 270 empleados en 2017, y Eckhart Mueller es su director. Ofrece cursos en áreas como la minería, la manufactura y la ingeniería. En 2007, con donaciones de $ 2,1 millones se abrió un segundo campus, en el norte y en noviembre de ese mismo año otro campus fue inaugurado en Tsumeb. NIMT también opera un campus en Keetmanshoop en el sur de Namibia.
NIMT produce entre 300 y 500 graduados al año, que son absorbidos por la industria minera de Namibia.